# Jewgienij Azarow
Jewgienij Aleksandrowicz Azarow (ros. Евгений Александрович Азаров, ur. 7 listopada?/20 listopada 1914 we wsi Wołfino obecnie w rejonie głuszkowskim w obwodzie kurskim, zm. 26 stycznia 1957 w Puszkino) – radziecki lotnik wojskowy, major, Bohater Związku Radzieckiego (1944).

## Życiorys
Dzieciństwo i młodość spędził w Prokopjewsku, gdzie skończył 7 klas szkoły, pracował jako ślusarz w cukrowni, ukończył technikum traktorowe. Od 1935 służył w Armii Czerwonej, w 1938 ukończył wojskową szkołę lotniczą w Charkowie, 1939-1940 uczestniczył w wojnie z Finlandią jako pilot I-153. Od 22 czerwca 1941 brał udział w wojnie z Niemcami jako pilot 153 pułku lotnictwa myśliwskiego, od lipca 1941 440 pułku lotnictwa myśliwskiego, w którym został dowódcą klucza i zastępcą dowódcy eskadry, od lutego 1942 dowodził eskadrą w 19 (potem: 179 gwardyjskim) pułku lotnictwa myśliwskiego. 15 sierpnia 1941 odniósł swoje pierwsze zwycięstwo w walce powietrznej. Od 1942 należał do WKP(b). W 1944 walczył w składzie 6 Armii Powietrznej 1 Frontu Białoruskiego. 21 lipca 1944 w walce powietrznej w okolicach Siedliszcza staranował swoim Ła-5 samolot wroga i wyskoczył na spadochronie. Do sierpnia 1944 wykonał 339 lotów bojowych i stoczył 101 walk powietrznych, w których strącił osobiście 8 i w grupie 7 samolotów wroga. Łącznie podczas wojny wykonał ponad 400 lotów bojowych, odnosząc 13 zwycięstw osobiście i 7 w grupie. Był ośmiokrotnie ranny. W kwietniu 1946 w stopniu majora został zwolniony do rezerwy ze względu na stan zdrowia.

## Odznaczenia
- Złota Gwiazda Bohatera Związku Radzieckiego (19 sierpnia 1944)
- Order Lenina (19 sierpnia 1944)
- Order Czerwonego Sztandaru (trzykrotnie, 16 marca 1943, 30 marca 1943 i 6 czerwca 1945)
- Order Suworowa III klasy (25 lipca 1944)
- Order Czerwonej Gwiazdy (20 maja 1940)
- Medal „Za zwycięstwo nad Niemcami w Wielkiej Wojnie Ojczyźnianej 1941–1945”
- Medal „Za obronę Leningradu”